# Андре Шева
Андре Шева (фр. André Cheuva, 30 травня 1908, Еллемм — 5 лютого 1989, Марк-ан-Барель) — французький футболіст, що грав на позиції півзахисника, у тому числі за національну збірну Франції. По завершенні ігрової кар'єри — тренер, насамперед відомий роботою на чолі «Лілля».

## Клубна кар'єра
Народився 1908 року у передмісті Лілля. У дорослому футболі дебютував 1926 року виступами за місцеву команду «Ірис Клуб».
Протягом решти ігрової кар'єри змінив ще низку лілльських команд. У 1928—1932 роках був гравцем місцевого «Олімпіка», після чого протягом 1932—1938 років захищав кольори команди «Фів».
1938 року повернувся до «Олімпіка» (Лілль) і провів у складі його команди п'ять сезонів, а у 1943—1944 роках був гравцем «Лілль-Фландр».
Після звільнення Франції й відновлення футбольних змагань 1944 року у місті було створено новий клуб, «Лілль», і досвідчений Шева став одним із гравців його першого складу, провівши у ньому один сезон.

## Виступи за збірну
1929 року дебютував в офіційних матчах у складі національної збірної Франції. Протягом наступних восьми років провів у її формі 7 матчів, забивши 2 голи.

## Кар'єра тренера
Розпочав тренерську кар'єру невдовзі по завершенні кар'єри гравця, 1946 року, очоливши тренерський штаб «Лілля». Тренував його команду протягом наступних 12 років. Чотири рази приводив її до перемоги у Кубку Франції, а в сезоні 1953/54 очолюваний Шева «Лілль» здобув другий у свої історії титул чемпіонів країни.
Згодом протягом 1960-х також тренував команди «Булонь», «Олімпік Сен-Квентен» та «Рубе-Туркуен».
Помер 5 лютого 1989 року на 81-му році життя в Марк-ан-Барель.
| Дата       | Місто  | Господарі | Результат | Гості      | Турнір           | Голи | Примітки |
| ---------- | ------ | --------- | --------- | ---------- | ---------------- | ---- | -------- |
| 09/05/1929 | Париж  | Франція   | 1 – 4     | Англія     | товариський матч | -    |          |
| 19/05/1929 | Париж  | Франція   | 1 – 3     | Югославія  | товариський матч | 1    |          |
| 23/03/1930 | Париж  | Франція   | 3 – 3     | Швейцарія  | товариський матч | 1    |          |
| 13/04/1930 | Париж  | Франція   | 1 – 6     | Бельгія    | товариський матч | -    |          |
| 27/10/1935 | Женева | Швейцарія | 2 – 1     | Франція    | товариський матч | -    |          |
| 10/11/1935 | Париж  | Франція   | 1 – 1     | Швеція     | товариський матч | -    |          |
| 12/01/1936 | Париж  | Франція   | 1 – 6     | Нідерланди | товариський матч | -    |          |
| Усього     |        | Матчів    | 7         |            | Голів            | 2    |          |

## Титули і досягнення

### Як тренера
- Чемпіон Франції (1):

«Олімпік» (Лілль): 1953–1954
- Володар Кубка Франції (4):

«Олімпік» (Лілль): 1946–1947, 1947–1948, 1952–1953, 1954–1955